# Sucker Punch
Sucker Punch ist ein US-amerikanischer Action-Fantasy-Film des Regisseurs Zack Snyder. Der deutsche Kinostart des Films war am 31. März 2011.
Snyder beschrieb die Idee für den Film am Anfang seiner Produktion im Jahr 2007 als eine Art „Alice im Wunderland mit Maschinengewehren“.

## Handlung
Die Rahmenhandlung spielt in den 1960ern. Ein Arzt teilt einer jungen Frau den Tod ihrer Mutter mit. Da ihre Mutter sie und ihre kleine Schwester zu Alleinerben bestimmt hat, ist ihr betrunkener Stiefvater verärgert und greift sie an. Als sie sich wehrt, schließt er sie ein und will sich an der kleinen Schwester vergehen. Die ältere Schwester kann sich befreien und schießt mit einer Pistole auf ihren Stiefvater, wobei er leicht verletzt, ihre Schwester aber durch ein abgepralltes Geschoss versehentlich getötet wird. Gegenüber der Polizei behauptet der Stiefvater, seine Tochter sei nach dem Tod ihrer Mutter verrückt geworden, und man glaubt ihm. Er bringt sie in die Nervenheilanstalt Lennox House in Brattleboro und veranlasst den korrupten Pfleger Jones, eine Lobotomie an seiner Stieftochter durchführen zu lassen, um die Hintergründe zu verschleiern. Der Pfleger fälscht für 2000 US-Dollar die Unterschrift der Anstaltsärztin Vera Gorski. Die Lobotomie soll in fünf Tagen durchgeführt werden. Im Augenblick unmittelbar vor dem Eingriff wechselt die Handlungsebene.
Eine Patientin, die gerade einer Lobotomie unterzogen werden soll, streift sich auf einer Bühne eine Perücke ab und stellt sich als Sweet Pea vor, Darstellerin in einer erotischen Unterhaltungsnummer in einem Bordell. Die ursprüngliche Patientin, nun Babydoll genannt, wurde von einem Priester, der ihrem Stiefvater gleicht, ebenfalls in das Bordell gebracht, das dem Zuhälter Blue Jones gehört. Dieser gleicht dem korrupten Pfleger. In fünf Tagen soll ihre Jungfräulichkeit an einen Kunden namens High Roller verkauft werden. Bis dahin soll sie im Haus dienen. Als die Prostituierte Rocket vom Koch des Bordells, der dem Koch der Nervenheilanstalt gleicht, beinahe vergewaltigt wird, befreit Babydoll ihre Leidensgenossin.
Die Puffmutter Vera Gorski, die der Anstaltsärztin gleicht, ordnet an, dass Babydoll mit den anderen Mädchen einen Tanz proben soll. Während sie tanzt, fällt jeder in Hypnose und bemerkt so lange nicht mehr, was um ihn herum geschieht, bis sie mit dem Tanzen aufhört.
Babydoll selbst hat während der Tänze einen „Traum im Traum“ mit Action-Kampfsequenzen. Während ihres ersten Tanzes schlüpft sie in eine Welt, die an das feudale Japan angelehnt ist. Dort erfährt sie von einem weisen Mann, dass sie fünf Dinge zur Flucht benötigt: eine Karte, Feuer, ein Messer und einen Schlüssel. Das fünfte ist die Lösung eines Rätsels. Anschließend muss sie sich gegen drei übermächtige Samuraikrieger behaupten.
Babydoll gelingt es nach diesem ersten Tanz, einige ihrer Schicksalsgenossinnen von ihrem Fluchtplan zu überzeugen: die Schwestern Sweet Pea und Rocket sowie Amber und Blondie. Während Babydoll ihre hypnotisierenden Tänze darbietet, sollen die anderen die benötigten Fluchtgegenstände stehlen.
Während ihres zweiten Traums befindet sich Babydoll gemeinsam mit den anderen auf einem verfremdeten Schlachtfeld des Ersten Weltkriegs, wo sie gegen untote deutsche Soldaten kämpfen müssen. Dort weist sie der weise Mann in ihre Aufgabe ein. Es gelingt ihnen, zu verhindern, dass ein deutscher Bote einen militärischen Lageplan mit einem Zeppelin dem deutschen Kaiser überbringen kann. Während dieses Tanzes kopiert Sweet Pea den Lageplan des Bordells im Büro des Zuhälters.
Blue Jones ist von Babydolls Darbietung derart begeistert, dass er sie vor dem Bürgermeister, der einer Wache der Nervenheilanstalt gleicht, auftreten lässt. Während ihres dritten Traums befinden sich die Schicksalsgenossinnen in einer mittelalterlichen Fantasy-Welt. Erneut weist sie der weise Mann ein: Die Frauen müssen sich gegen feindliche Orks zur Wehr setzen und zwei Feuerkristalle aus dem Rachen eines Babydrachens entnehmen. Amber stiehlt während des Tanzes das Feuerzeug des Bürgermeisters.
Nach der Darbietung schöpft Blue Jones jedoch Verdacht, dass eine Verschwörung im Gange ist, und konfrontiert die Frauen damit. Diese streiten es ab, entscheiden sich jedoch, ihren Plan fortzuführen. Blondie hält dem Druck aber nicht stand und gesteht Vera Gorski und Blue Jones Babydolls Fluchtplan.
Als Nächstes wollen die Frauen das Messer vom Koch des Bordells stehlen. Babydoll führt ihren vierten Tanz durch, in dem sich die vier Frauen in einem Zug in einer futuristischen Welt befinden. Der weise Mann erklärt ihnen, dass sie eine Bombe in dem Zug entschärfen müssen, die durch Roboter beschützt wird. Sie können sich gegen die Roboter mit Spiegelmaske behaupten, sich zur Bombe durchkämpfen und sie entschärfen; einem Roboter gelingt es jedoch, die Bombe wieder zu reaktivieren. Durch einen Kurzschluss stoppt die Musik zu Babydolls Darbietung, und Babydoll erwacht zu früh aus ihrer Traumwelt. Dadurch bemerkt der Koch des Bordells, dass die Mädchen ihn gerade bestehlen wollen, und ersticht Rocket. Als die Musik wieder einsetzt, tanzt auch Babydoll weiter. In der Traumwelt ist die erneute Entschärfung der Bombe aussichtslos, und Rocket opfert sich, um Sweet Pea zu retten. Als die Bombe in der Traumwelt explodiert, bricht der Zuhälter mit seinen Handlangern die Küchentür auf und sieht, dass der Koch Rocket getötet hat. Amber kann jedoch das Messer stehlen, und sie können es verstecken. Der Zuhälter sperrt Sweet Pea in einen schallgedämmten Lagerraum, da sie durch den Tod ihrer Schwester verstört ist.
Kurz vor der Aufführung stellt Blue Jones die Frauen zur Rede. Vera Gorski will die Mädchen schützen, doch Blue Jones erschießt erst Amber und danach Blondie. Dann versucht er, Babydoll zu vergewaltigen, doch sie sticht ihn mit dem versteckten Messer nieder und nimmt seinen Schlüssel mit.
Babydoll und Sweet Pea treten gemeinsam die Flucht an. Sie stecken den Lagerraum in Brand, um die Sicherheitstüren zu öffnen, und finden mit der Karte den Ausweg. Vor dem Bordell steht jedoch eine Gruppe Männer. Babydoll erinnert sich, dass noch die Lösung eines Rätsels fehlt, und erkennt, dass die Antwort darauf sie selbst ist. Sie opfert sich und lenkt die Männer ab, so dass Sweet Pea unbemerkt flüchten kann.
Sweet Pea gelingt es, sich andere Kleidung zu verschaffen, während Babydoll sich in einem Zimmer des Bordells zusammen mit dem High Roller wiederfindet. In dem Augenblick, in dem sie sich mit ihm einlässt, springt die Handlung zurück in die Nervenheilanstalt, und ein Arzt führt die Lobotomie durch.
Dr. Gorski erscheint und berichtet dem Arzt, der dem High Roller gleicht, dass das Mädchen innerhalb von fünf Tagen ein Zimmer in Brand gesteckt, einen Pfleger niedergestochen und einer anderen Patientin zur Flucht verholfen hat. Sie selbst habe jedoch keine Lobotomie an der Patientin angeordnet. Als ihr der Arzt das Formular zeigt, erkennt Dr. Gorski, dass der Pfleger ihre Unterschrift gefälscht hat.
Nach der Lobotomie wird die Patientin in einen Raum gebracht, in dem der Pfleger, der Blue Jones gleicht, mit ihr alleine bleibt. Bevor er ihr etwas antun kann, wird der Raum von Polizisten gestürmt, die von Dr. Gorski gerufen wurden.
Die Kulisse wandelt sich zu einem Busbahnhof. Auf dem Weg in die Freiheit will Sweet Pea in einen Fernbus steigen, doch sie wird von der Polizei aufgehalten. Der Busfahrer, der dem weisen Mann aus den Träumen gleicht, kann die Polizisten jedoch überzeugen, Sweet Pea sei schon länger sein Fahrgast, und lässt sie kostenlos im Bus mitfahren.
Der Film endet mit der Frage, wessen Geschichte er erzähle.

## Segmentierungen und Stil des Films
Der Film spielt sich nach der Exposition in drei Handlungsebenen ab: in der Nervenheilanstalt, im Bordell und in den Tänzen.
Sie alle sind eher düster gehalten. Am dunkelsten ist dabei das Sanatorium, das fast schwarz-weiß fotografiert ist, etwas farbiger das Bordell und am farbigsten die Actionsequenzen der Tänze.
Der Wechsel zwischen diesen Ebenen wird formal durch eine Naheinstellung auf das Gesicht der Babydoll und einen Wechsel der Farbgestaltung angezeigt.

## Kritiken
Sucker Punch wurde von Kritikern überwiegend negativ aufgenommen. Rotten Tomatoes verzeichnet eine positive Wertung von nur 22 %, basierend auf 220 Kritiken. Metacritic gibt einen Metascore von 33/100 basierend auf 29 Kritiken an. Die Nutzer der Internet Movie Database bewerteten den Film hingegen mit immerhin 6,0 von 10 möglichen Punkten basierend auf knapp 235.000 Stimmen.
So bezeichnete etwa der Kritiker Richard Roeper den Film als „unkenntliches und heuchlerisches Durcheinander, das beweist, dass man einen Film mit spärlich bekleideten Frauen und großen Kanonen füllen und es einen trotzdem zu Tode langweilen kann“. David Kleingers bei Spiegel Online sah Sucker Punch als „sexistisches, dämliches und lachhaftes Machwerk“, in dem „Peinlichkeiten […] als Provokation verkauft“ werden.
„Ich ging aus diesem Film in einem Zustand der Depression. Deprimiert, dass so viel technische Bravour weggeworfen werden konnte“, urteilte James Berardinelli in ReelViews.
Dennoch wurde der Film in Deutschland ein Kinoerfolg, und auch von der deutschsprachigen Kritik wurde er freundlicher aufgenommen. So konnte er mehrere zumindest teilweise positive Kritiken verzeichnen: „Unstrittig aber ist die Unterhaltungsqualität dieses von Zeitlupe, Freeze Frames, Bildbeschleunigung, bewusster Überzeichnung und Akrobatikposing leicht bekleideter Jungamazonen gestützten Bilderrausches“, heißt es etwa auf Kino.de. „Zack Snyders ‘Sucker Punch’ schafft es jedoch schnell, eine Eigenständigkeit zu entwickeln und diese im Verlauf des Films mit exquisit fotografierten Bildern zu präsentieren. Auch die Actionszenen sind modern, flott und genau richtig, um einen rockigen Kinoabend zu gestalten“, resümierte TV Movie. Rüdiger Suchsland von der FAZ erinnerte das Werk „stark an Christopher Nolans Traumthriller Inception“, er wirke „wie dessen bessere, konsequentere Variante – weil das Irreale des Träumens wirklich ernst genommen wird, weil Lust und Verrücktheit erkennbar sind, und Snyder im Gegensatz zu Nolan nie versucht, am Ende wieder Ordnung zu schaffen.“ Auch Cinema sah in Sucker Punch einen „[atemberaubenden] Konzeptfilm für Fanboys, der mangelnden Tiefgang mit einer Bildersprache kompensiert, die einen regelrecht in den Kinositz drückt.“

## Soundtrack
Der Soundtrack des Films umfasst neun Titel:
- Sweet Dreams (Are Made of This) – Emily Browning (Hauptdarstellerin im Film)
- Army of Me (Sucker Punch Remix) – Björk feat. Skunk Anansie
- White Rabbit – Emilíana Torrini
- I Want It All/We Will Rock You Mash-Up – Queen with Armageddon A.K.A Geddy
- Search and Destroy – Skunk Anansie
- Tomorrow Never Knows – Alison Mosshart und Carla Azar
- Where Is My Mind? – Yoav feat. Emily Browning
- Asleep – Emily Browning
- Love Is the Drug – Oscar Isaac und Carla Gugino

## Hintergrund
- Der Begriff sucker punch bezeichnet im Englischen einen unerwarteten Schlag.[14]
- Regisseur Zack Snyder musste den Film für die Kinoauswertung um 18 Minuten schneiden, damit er eine PG-13-Freigabe bekommen konnte. Daher ist der Film weltweit nur in gekürzter Form im Kino zu sehen. Für die Blu-ray-Auswertung gibt es eine ungekürzte R-Rating-Fassung.[15] Beide Fassungen erhielten von der FSK eine Altersfreigabe ab 16.
- Die deutsche Blu-ray-Erstveröffentlichung der ungekürzten Fassung wies eine fehlerhafte Tonspur auf. Nach einer Umtauschaktion kam es zu neuen Tonproblemen.[16] Laut Hersteller handelt es sich dabei jedoch nicht um einen Fehler, sondern um eine „alternative Mischung“.[17]
- Emma Stone sollte Bestandteil der Besetzung werden, lehnte aber zugunsten von Einfach zu haben ab.
- Der Film ist insbesondere in den Traumsequenzen durch Elemente des Steampunks bzw. Dieselpunks geprägt.